# Cyndi Almouzni
Pour les articles homonymes, voir Almouzni.
 (mars 2020).
Si vous disposez d'ouvrages ou d'articles de référence ou si vous connaissez des sites web de qualité traitant du thème abordé ici, merci de compléter l'article en donnant les références utiles à sa vérifiabilité et en les liant à la section « Notes et références ».
Cyndi Almouzni, née le 10 octobre 1984 à Marseille, est une chanteuse française faisant carrière au Royaume-Uni. Elle est notamment connue pour deux collaborations sous le pseudonyme de Cindy Alma avec le disc jockey néerlandais Armin van Buuren, incluses dans l'album Intense (2013) de ce dernier : Beautiful Life et Don't Want to Fight Love Away.

## Biographie
À 14 ans, Almouzni remporte un concours de talents locaux et participe à la finale du concours national télévisé à Paris. C'est le début de sa carrière de chanteuse professionnelle. Elle joue dans de nombreux pays, dont la France, le Royaume-Uni et les États-Unis. Elle signe un contrat d'enregistrement mondial aux États-Unis tout en poursuivant ses études.
En 2003, Betcha Never sert dans le cadre de la bande originale du film Batman : La Mystérieuse Batwoman. En 2004, Cyndi signe avec Lava Records sous le nom artistique Cherie, elle sort un album éponyme, avec le premier single I'm Ready sorti mi-2004. La chanson a samplé la ligne de basse de Urgent de Foreigner et progresse dans les charts américains étant n°1 du Hot Dance Club Songs en plus de la 33e place du Top 40 Mainstream et la 99e place du Billboard Hot 100.
Le single suivant Older Than My Years sort en septembre 2004. Après ces trois succès, et à part un morceau envoyé à la radio (Merry Christmas Darling), Cherie disparaît.
Cyndi Almouzni revient dans le concours pour représenter le Royaume-Uni au Concours Eurovision de la chanson 2007 sous son vrai nom. Elle interprète la chanson I'll Leave My Heart produite par Brian Rawling.
Terry Wogan annonce que le gagnant serait Cyndi tandis que, simultanément, la co-animatrice Fearne Cotton révèle que le gagnant est Scooch. Après plusieurs secondes de confusion, le groupe est le gagnant. La BBC révèle plus tard que Cyndi avait obtenu 47% des voix contre 53% pour Scooch.
Sa chanson est inscrite au OGAE Second Chance Contest 2007 et arrive deuxième. Cyndi annonce travailler sur un album qui doit sortir en 2009. Elle fait un retour en 2012 lors de la sortie du EP de Groovenut Lose Control.
En 2013, elle sort deux singles avec le DJ néerlandais Armin van Buuren. La collaboration conduit Cindy à devenir une artiste vedette du Intense World Tour 2014 de Van Buuren. En juillet 2017, elle publie un single, Party Every Day. Puis en novembre 2017, elle fait un remix sur le thème de Noël, Xmas Every Day.

## Discographie

### En tant que Cherie

#### Albums
- 2004: Cherie

#### Singles
- 2003 : Betcha Never
- 2004 : I'm Ready
- 2004 : Older Than My Years

### En tant que Cyndi

#### Singles
- 2007 : I'll Leave My Heart

#### Featuring
- 2012 : Lose Control (Groovenut feat. Cyndi)

### En tant que Cindy Alma

#### Singles
- 2013 : Beautiful Life - Armin van Buuren featuring Cindy Alma.
- 2013 : Don't Want to Fight Love Away - Armin van Buuren featuring Cindy Alma.
- 2016 : Sad Song
- 2017 : Party Every Day
- 2017 : Xmas Every Day
- 2019 : Made of Steel